# 板倉好重
板倉 好重（いたくら よししげ）は、戦国時代の武将。

## 概要
渋川氏一族と称した板倉頼重の子として生まれる。子に勝重ら。
深溝松平家の松平好景の配下。永禄4年（1561年）善明堤の戦いで好景に従って吉良義昭と戦うが、吉良軍に包囲されて好景らともに戦死した。
三男の定重が家督を継いで徳川家康に仕えたが高天神城の戦いで戦死したため、菩提寺の永安寺に出家していた次男の勝重が還俗し、跡を継いだ。長男の忠重は分家して深溝松平家に仕えた。